# اچ‌ام‌ای‌اس نیوکاسل (اف‌اف‌جی ۰۶)
اچ‌ام‌ای‌اس نیوکاسل (اف‌اف‌جی ۰۶) (به انگلیسی: HMAS Newcastle (FFG 06)) یک کشتی است که طول آن ۱۳۸٫۱ متر (۴۵۳ فوت) می‌باشد. این کشتی در سال ۱۹۹۲ ساخته شد.